# Xia Mang
Xia Mang è il nome completo di Mang (芒T, MǎngP), nono sovrano della dinastia Xia, figlio di Huai e padre di Xie
È trascritto anche con il nome "Huang" o "He".
Gli annali di bambù affermano che nel primo anno del regno di Mang si pescavano grandi pesci.
È stato al trono per 58 anni.